# SSM-1
L' SSM-1 Type 88 (88式地対艦誘導弾, Hachihachi shiki chitaikan yūdōdan) è un missile superficie-superficie antinave, prodotto da Mitsubishi Heavy Industries, entrato in servizio nel 1988 nella Forza di autodifesa terrestre, e montato su veicolo TEL (Transporter Erector Launcher) Mitsubishi Fusō Type 74 Ōgata.

## Storia del progetto

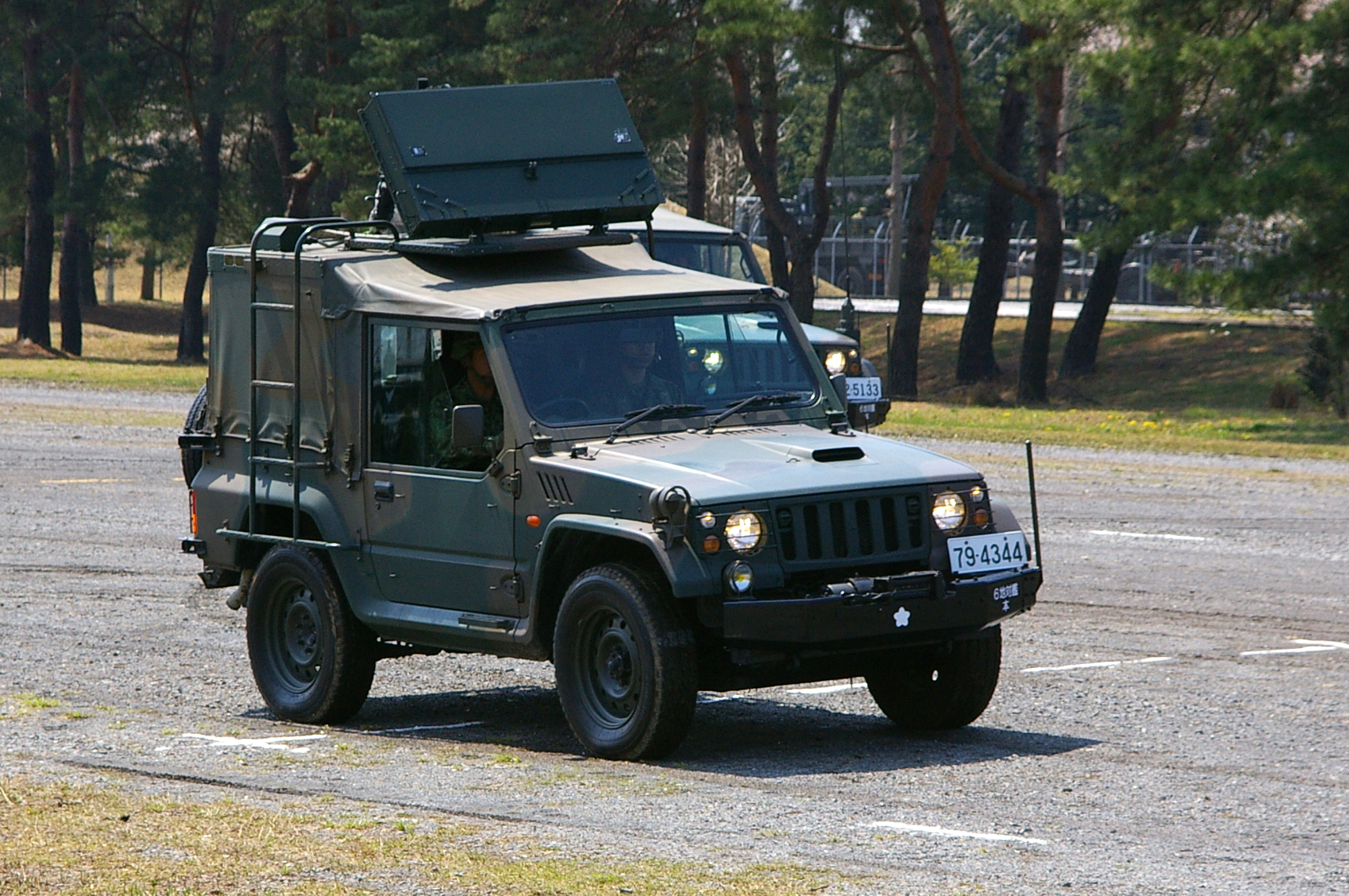
Veicolo SUV Mitsubishi Type 73 con radar di scoperta e guida missili JPTS-P15.

All'inizio degli anni ottanta del XX secolo, anni prima che la Repubblica Popolare Cinese iniziasse la realizzazione di una propria flotta capace di operare in mare aperto, il generale Noboru Yamaguchi fu un aperto sostenitore della necessità che il Giappone avviasse la costruzione di una valida difesa missilistica basata a terra contro le navi avversarie.
Nel 1982 la Mitsubishi Heavy Industries avviò la realizzazione di un nuovo missile superficie-superficie antinave, e al fine di realizzare rapidamente questo progetto provvide a modificare il missile antinave aviolanciato ASM-1, derivandone una apposita versione allungata con un razzo booster denominata Type 88 Surface-to-Ship Missile (in lingua giapponese Hachihachi shiki chitaikan yūdōdan). La nuova arma fu designata anche come SSM-1, distinguendosi dal precedente tipo per l'adozione di una propulsione basata su un turbogetto al posto del motore a razzo precedentemente impiegato. Inoltre la nuova arma veniva guidata nella fase iniziale del volo verso il bersaglio da un radar JPTS-P15 basato a terra, e installato su un SUV Mitsubishi Type 73, mentre per quella finale vi era un radar attivo (Active Homing Radar), la cui antenna si trovava posizionata nell'ogiva del missile. Lo sviluppo del missile, finanziato nel 1985 con un ordine per i primi 54 esemplari, si concluse nel 1987 quando ne fu avviata la produzione in serie. Entrato in servizio nel 1988, data con la quale gli si attribuisce il nome Type 88, raggiunse  la piena operatività con i primi 16 esemplari nel corso del 1992.

## Descrizione tecnica
Il missile superficie-superficie antinave Mitsubishi SSM-1 ha una lunghezza di 5 m, un diametro di 35 cm, una apertura alare di 1,2 m, e un peso al lancio di 660 kg. La testata bellica semiperforante è costituita da una carica di 225 kg di esplosivo ad alto potenziale (HE), e ha la capacità di penetrare all'interno del bersaglio prima di esplodere. La propulsione è costituita da un turbogetto Mitsubishi TJM2 e da un razzo booster che permette all'arma di raggiungere una velocità massima di 1.150 km/h, e una gittata di 180 km.
Il veicolo TEL (Transporter Erection Laucher) è il Mitsubishi Fusō Type 74 Ōgata dotato di una capacità di carico di 7 tonnellate, e i missili sono installati sull'autocarro in 6 contenitori (canister) dotati di sezione circolare, posizionati sovrapposti in due gruppi di tre.

## Impiego operativo

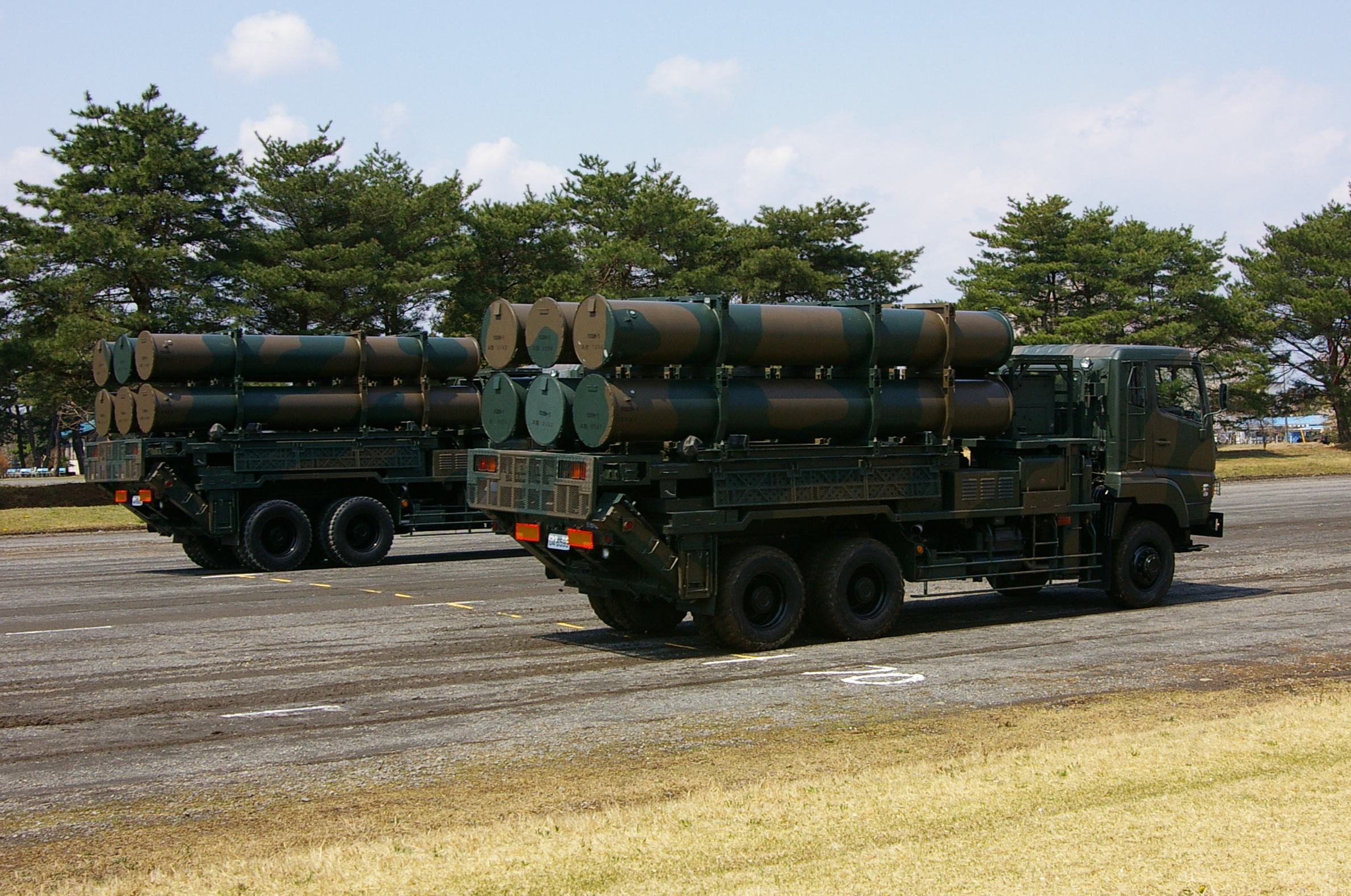
Due veicoli lanciatori del 6° Chitaikan misairu rentai di stanza a Utsunomiya.

Tra il 1988 e il 2000 furono prodotti 600 missili SSM-1 e 102 veicoli lanciatori. Essi furono ripartiti in 6 Reggimenti missilistici antinave costieri (Chitaikan misairu rentai):
- 1° Chitaikan misairu rentai di stanza a Chitose, sull'isola di Hokkaidō.
- 2° Chitaikan misairu rentai di stanza a Bibai, sull'isola di Hokkaidō.
- 3° Chitaikan misairu rentai di stanza a Kamifurano, sull'isola di Hokkaidō.
- 4° Chitaikan misairu rentai di stanza a Hachinohe nella prefettura di Aomori, sull'isola di Honshū.
- 5° Chitaikan misairu rentai di stanza a Kumamoto, sull'isola di Kyūshū.
- 6° Chitaikan misairu rentai di stanza a Utsunomiya nella prefettura di Tochigi, sull'isola di Honshū.

Nel corso del 2016 il 5° Chitaikan misairu rentai ha sostituito i suoi missili SSM-1 con i più potenti SSM Type 12 Surface-to-Ship Missile (in lingua giapponese Hitoni shiki chitaikan yūdōdan).
In precedenza, dal 1° al 18 novembre 2013, i missili SSM-1 furono usati in maniera massiccia per una importante esercitazione sull'isola di Miyako, che diede la dimostrazione di come, in caso di guerra, l'esercito giapponese potesse interdire il passaggio delle unità navali nemiche nello stretto di Miyako.

## Versioni
- SSM-1B: versione navalizzata per l'installazione a bordo della navi da guerra.

## Utilizzatori
Giappone
Rikujō Jieitai

### Annotazioni
1. ↑  Tale veicolo è derivato dai modelli civili Mitsubishi Fusō F Series e The Great.
2. ↑  In lingua inglese Surface-to-Ship Missile Regiment.

### Fonti
1. ↑  (EN) ASM-1, su weaponsystems.net. URL consultato l'11 novembre 2018.
2. 1 2 3 4  Ball, Tanter 2015, p. 20.
3. 1 2 3 4 5  Martorella 2019, p. 42.
4. ↑  Ball, Tanter 2015, p. 21.
5. ↑  Martorella 2019, p. 43.